# Acianthera melachila
Acianthera melachila là một loài thực vật có hoa trong họ Lan. Loài này được (Barb.Rodr.) Luer mô tả khoa học đầu tiên năm 2004.

## Hình ảnh

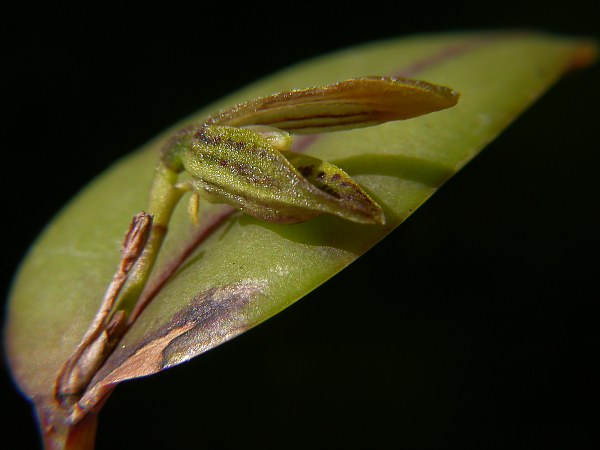
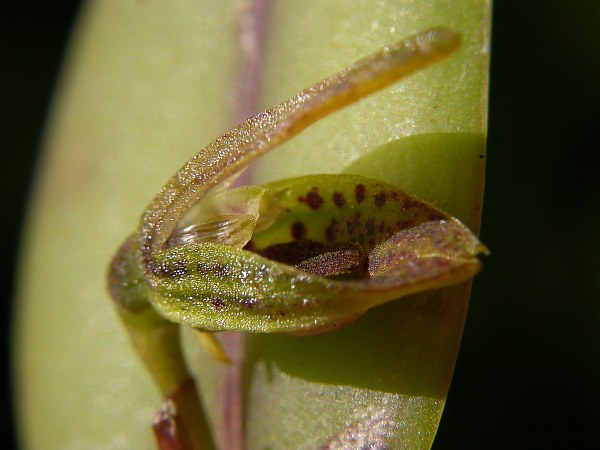
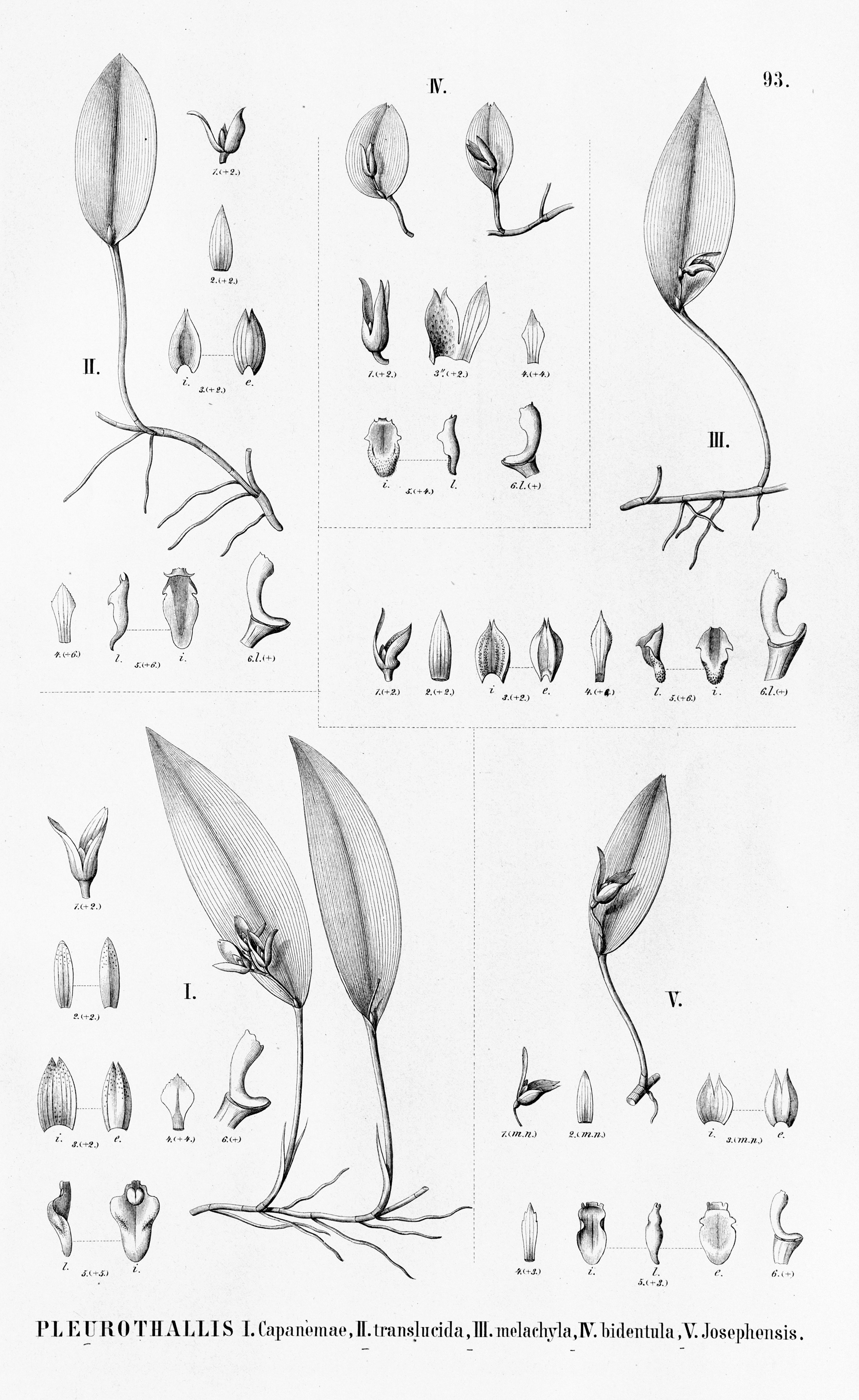
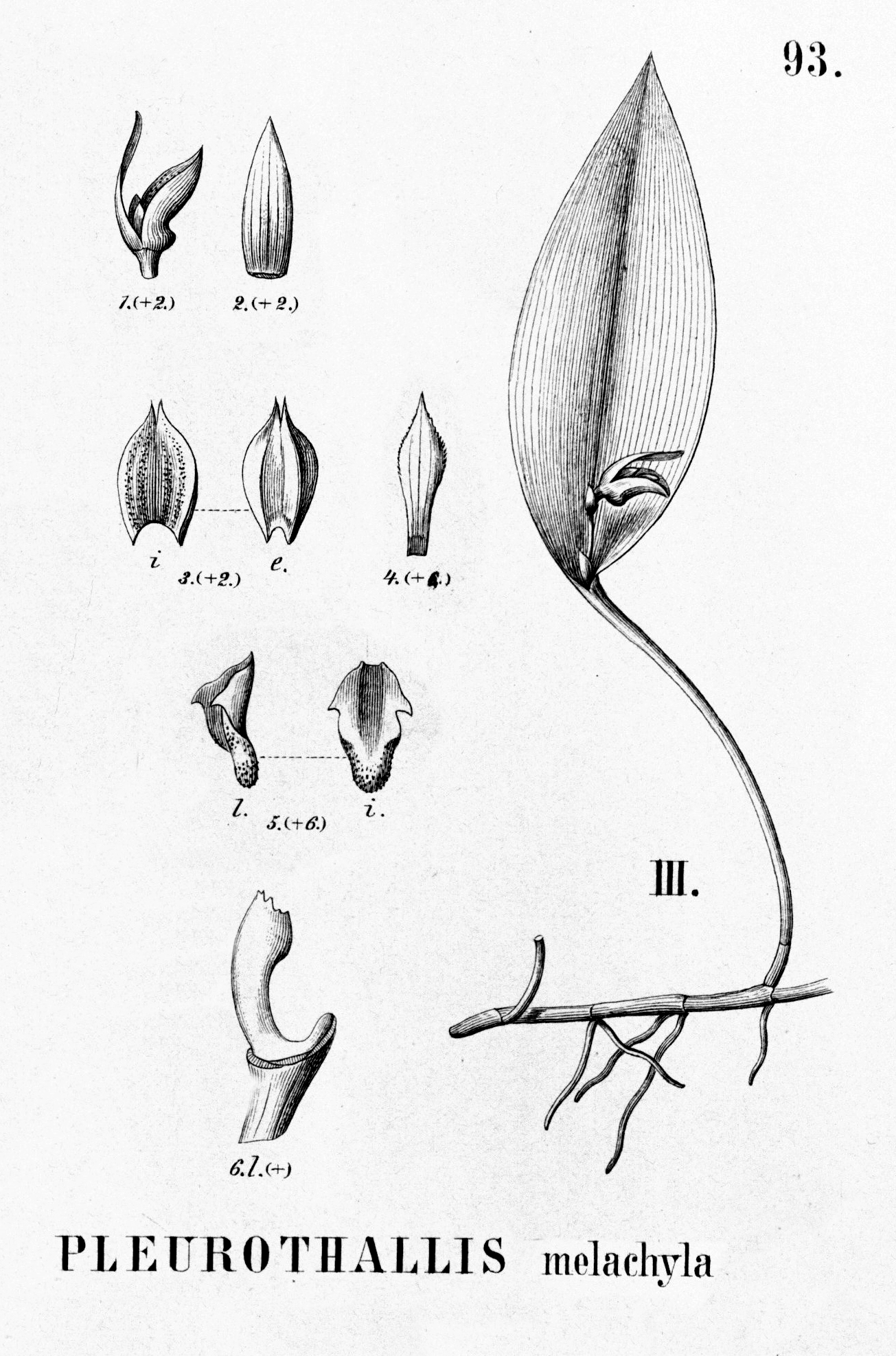